# Macrolobium taylorii
Macrolobium taylorii é uma espécie vegetal da família Fabaceae.
Apenas pode ser encontrada no Peru.